# Olindias tenuis
Olindias tenuis is een hydroïdpoliep uit de familie Olindiasidae. De poliep komt uit het geslacht Olindias. Olindias tenuis werd in 1882 voor het eerst wetenschappelijk beschreven door Fewkes. 